# Década de 910
Séculos: (Século IX - Século X - Século XI)
Décadas: 860 870 880 890 900 - 910 - 920 930 940 950 960
Anos: 910 - 911 - 912 - 913 - 914 - 915 - 916 - 917 - 918 - 919